# Джимити
Джимити (груз. ჯიმითი) — село в Грузии. Находится в Гурджаанском муниципалитете края Кахетия. Высота над уровнем моря составляет 740 метров. Население — 1205 человека (2014).